# 亭 (東亞)

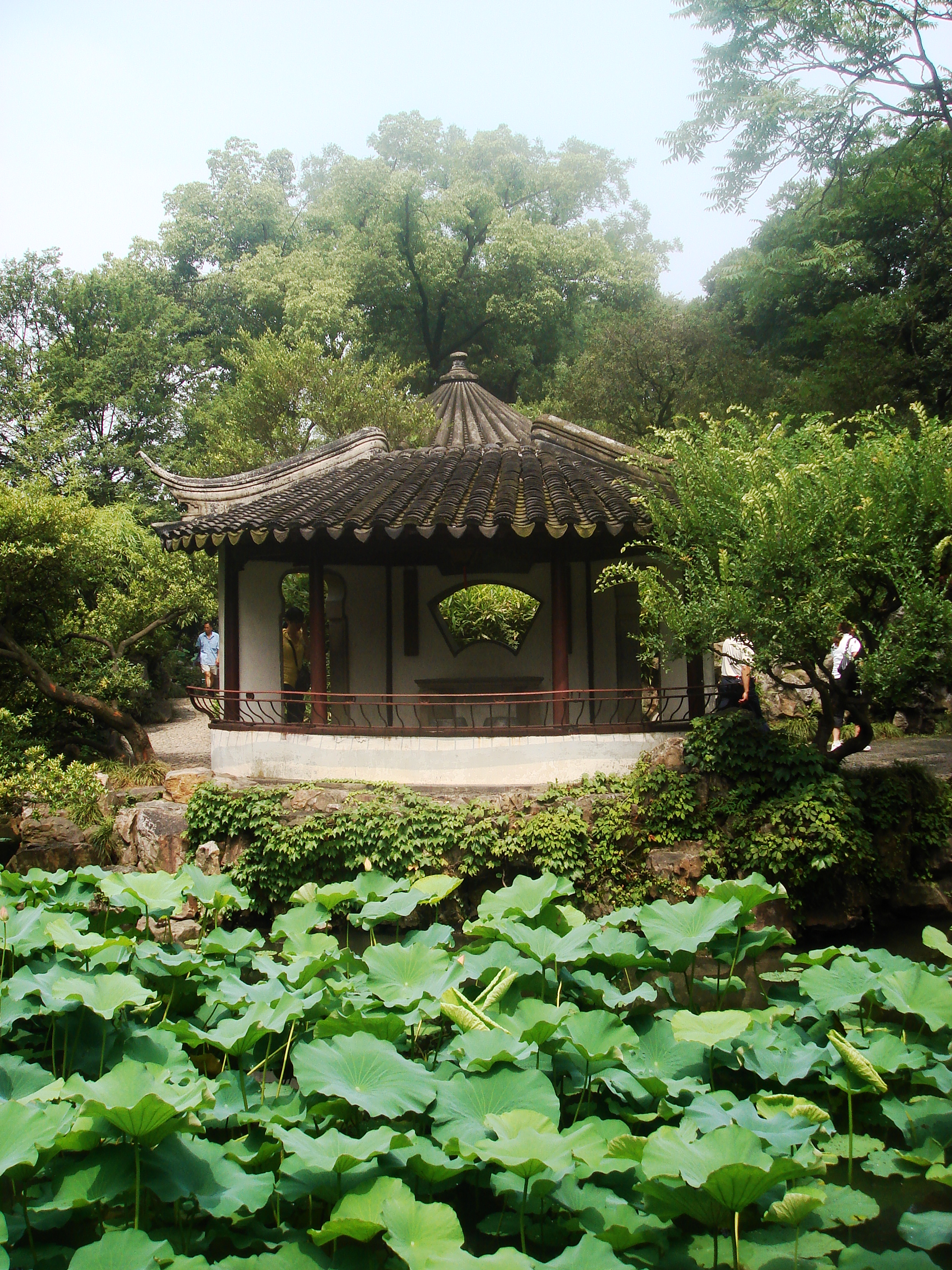
苏州拙政园内的扇亭（前）和笠亭（后），看起来融为一体。

亭是一种東亞傳統建築，供行人休息、乘涼、觀景、遮蔭、避雨用，多建于路旁、園林、佛寺、廟宇等。亭一般为开敞性结构，没有围墙，攢尖頂的亭子可分为六角、八角、圆形等多种形状。如建在水中心的則稱為榭或水榭。
涼亭柱上常嵌有楹聯，也常見詩句、彩畫等裝飾。

## 歷史
亭在汉代以前是供人在途中休息的，如驿亭、报警亭。魏晋开始出现了供人游赏的亭子，此后亭子的造型和观赏性逐渐加强，实用性下降，成为园林中的一处景色。

## 樣式
亭子的顶式几乎包括了中国古建筑的所有屋顶样式，如硬山顶、悬山顶、歇山顶、庑殿顶、攒尖顶、卷棚顶等，其中以攒尖顶为屋顶样式的亭子最为常见，包括圆攒尖顶、方攒间顶、六角攒尖顶、八角攒尖顶等。
亭子根据建造材料的不同，可以分为木亭、石亭、砖亭、竹亭、铜亭等。

## 延伸阅读
[在维基数据编辑]
 《欽定古今圖書集成·經濟彙編·考工典·亭部》，出自陈梦雷《古今圖書集成》